# Anja Weisgerber
Anja Weisgerber (Schweinfurt, 11 maart 1976) is een Duits politica van christendemocratische signatuur. Ze is lid van de Beierse Christlich-Soziale Union (CSU) en de Europese Volkspartij en zetelde van 20 juli 2004 tot 21 oktober 2013 als lid van de EVP-fractie in het Europees Parlement.
Weisgerber was lid van de Delegatie in de Parlementaire Vergadering van de Unie voor het Middellandse Zeegebied, de Delegatie voor de betrekkingen met de Masjraklanden en de Commissie milieubeheer, volksgezondheid en voedselveiligheid en plaatsvervangend lid van de Commissie interne markt en consumentenbescherming en de Delegatie voor de betrekkingen met Canada.
Bij de Duitse Bondsdagverkiezingen 2013 haalde ze de rechtstreekse zetelverkiezingen in het Bundestagswahlkreis Schweinfurt. Haar CSU collega en voorganger in de zetel Michael Glos had in 2012 besloten zich niet langer kandidaat te stellen. Sinds 22 oktober 2013 zetelt ze in de Bondsdag.

## Biografie
Anja Weisgerber studeerde rechten aan de Julius Maximilians-Universiteit in Würzburg en behaalde het staatsexamen rechtspraktijk in 2003 en werd Doctor in de rechten (Dr.jur.) in 2001. Sinds 2004 is ze actief als advocaat.
- Gemeinsame Normdatei: 124592139
- International Standard Name Identifier: 0000 0000 4406 0698
- Library of Congress Control Number: no2004006400
- Virtual International Authority File: 50164777
- WorldCat: E39PBJgH74xmGdJtHrqwXhKKh3